# Grand Isle
Grand Isle (енгл. Grand Isle) је острво САД које припада савезној држави Вермонт. Површина острва износи 82 km². Према попису из 2000. на острву је живело 3.651 становника.